# Ufer im Nebel
Ufer im Nebel ist ein US-amerikanischer Kriminalfilm im Stil des Film noir von Anatole Litvak aus dem Jahr 1941. Das Drehbuch basiert auf dem Theaterstück Liebe Leute (Originaltitel: The Gentle People) von Irwin Shaw. In Deutschland hatte der Film am 28. Dezember 1963 seine Premiere im Fernsehen (ARD).

## Handlung
Jonah Goodwin und Olaf Johnson aus Brooklyn erholen sich beim Angeln von der Arbeit. Beide träumen davon, ein großes Boot zu kaufen, damit sie im Golf fischen können. Jonahs Tochter Stella ist mit dem Auktionator George Watkins zusammen. Doch Stella ist mit dem langweiligen George unzufrieden. Sie lernt Harold Goff kennen, einen Gauner, der sie beeindruckt. Was Stella nicht weiß, ist, dass Harold Schutzgeld von Jonah und Olaf erpresst. Als Absicherung hat er die beiden einen Schriftsatz unterzeichnen lassen, in dem die Geldzahlungen als Rückzahlung von Wettschulden erklärt wird.
Goff benutzt das Geld, um für Stella Parfüm zu kaufen. Um Stella von Goff wegzubekommen, verspricht Jonah ihr eine Reise nach Florida, die er mit dem Geld, das er und Olaf für das größere Boot gespart haben, bezahlen will. Goff erfährt davon und bietet Stella an, sie selber nach Florida zu bringen. Von Jonah verlangt er die Herausgabe der Ersparnisse. Jonah ist erbost und bringt Goff zur Polizei. Dort zeigt Goff das unterzeichnete Schreiben hervor, woraufhin der Haftrichter ihn entlassen muss.
Stella erzählt ihrem Vater, dass sie mit Goff nach Kuba gehen will. Jonah und Olaf beschließen, Goff zu töten. Sie locken Goff auf das Boot. Dort wollen sie ihn niederschlagen und über Bord werfen, doch Olaf bringt den Angriff nicht über sein Herz. Goff geht durch einen Unfall über Bord und ertrinkt. Jonah findet Goffs Brieftasche mit den Ersparnissen. Nachdem Goffs Leiche gefunden worden ist, sucht die Polizei nach der vermissten Brieftasche. Die Beamten durchsuchen das Boot, doch sie finden nichts, weil Jonah die Brieftasche ins Wasser geworfen hat. Als die Beamten weg sind, holt Jonah die Brieftasche aus dem Wasser. Am Ufer laden sie eine zerknirschte Stella zu einer Angeltour im Golf ein.

## Hintergrund
Der Höhepunkt des Filmes unterscheidet sich entscheidend von dem Bühnenstück. Auf der Bühne wurde Goff getötet. Da es von den Behörden nicht gern gesehen wurde, dass in einem Film ein Mörder straffrei davonkommt, musste das Drehbuch, im Gegensatz zum Theaterstück, umgeschrieben werden, so dass Goff durch einen Unfall stirbt.
Goff sollte eigentlich von Humphrey Bogart gespielt werden. Doch Ida Lupino, die zu der Zeit bekannter als Bogart war, hatte mit ihm zwei Filme gemacht und sich nicht mit ihm verstanden. Auf ihr Betreiben hin wurde John Garfield an Stelle von Bogart engagiert.
Der in Stuttgart geborene Carl Jules Weyl war der Film-Ausstatter. Regie-Assistent Lee Katz war einer der Gründungsmitglieder der Directors Guild of America.

## Kritiken
„Ihre ohnmächtige, bis zum Mordversuch gesteigerte Auflehnung dient als Ausgangspunkt eines atmosphärisch dichten "film noir"-Ablegers, der allerdings ein allzu verschwommenes und beschwichtigendes Loblied auf einfältige, arme Leute anstimmt, die sich mit den ihnen zugefügten Ungerechtigkeiten abfinden.“